# 国際連合安全保障理事会決議105
国際連合安全保障理事会決議105（こくさいれんごうあんぜんほしょうりじかいけつぎ105、英: United Nations Security Council Resolution 105, UNSCR105）は、1954年7月28日に国際連合安全保障理事会にて全会一致で採択された決議。国際司法裁判所の判事であったベネガル・ナルシング・ラウ（Benegal Narsing Rau）卿の死に対して遺憾の意を表した上で、その空席を埋める選挙を第9回総会中の、1955年2月5日に始まる同会期の5つの空席を埋める通常選挙の後に行うものと決定した。決議は無投票で採択された。

## 詳細
以下はその和訳。
安全保障理事会は、
1953年11月30日に裁判官ベネガル・ナルシング・ラウ卿が死亡したことに遺憾の意を表し、
さらに、故人の残りの任期について裁判所に空席が生じたので、国際司法裁判所の規約の条項に従って補充しなければならないことに留意し、
規約第14条に基づき、この空席を埋めるための選挙の日は安全保障理事会によって確定されなければならないと指摘した上で、
1. 空席を埋める選挙は、第9回総会中に行われるものと決定する。
2. さらに、この選挙は、1955年2月5日の5人の委員の任期満了により生じる5人の空席を埋めるために同会期において行われる通常選挙に先立って行われるものとすることを決定する。